# Tierra y Libertad, Jiquipilas
Tierra y Libertad är en ort i Mexiko.   Den ligger i kommunen Jiquipilas och delstaten Chiapas, i den sydöstra delen av landet, 700 km sydost om huvudstaden Mexico City. Tierra y Libertad ligger 679 meter över havet och antalet invånare är 2 600.
Terrängen runt Tierra y Libertad är kuperad åt sydväst, men åt nordost är den platt. Runt Tierra y Libertad är det ganska glesbefolkat, med 43 invånare per kvadratkilometer. Närmaste större samhälle är Arriaga, 16,3 km söder om Tierra y Libertad. I omgivningarna runt Tierra y Libertad växer huvudsakligen savannskog.